# Sara Jay
Sara Jay, född den 14 november 1977 i Cincinnati, Ohio, är en amerikansk porrskådespelerska.

## Priser och nomineringar
| År   | Utmärkelse       | Resultat  | Kategori                            | Nominerat verk |
| ---- | ---------------- | --------- | ----------------------------------- | -------------- |
| 2012 | NightMoves Award | Nominerad | Best Boobs                          | i.u.           |
| 2012 | NightMoves Award | Vann      | Best Social Media Star              | i.u.           |
| 2013 | NightMoves Award | Nominerad | Best Boobs                          | i.u.           |
| 2013 | NightMoves Award | Vann      | Best Social Media Star              | i.u.           |
| 2013 | The Fannys       | Nominerad | MILF Performer of the Year          | i.u.           |
| 2013 | The Fannys       | Vann      | Fan Award: Thirsty Girl (Best Oral) | i.u.           |